# بیگ آیلند ایر
بیگ آیلند ایر (به انگلیسی: Big Island Air) یک شرکت هواپیمایی است که در تاریخ ۱۹۸۵ میلادی تأسیس شده است.
دفتر مرکزی بیگ آیلند ایر در هاوایی، ایالات متحده آمریکا واقع شده‌است و قطب این شرکت هواپیمایی در فرودگاه بین‌المللی کونا قرار دارد.